# 維奧拉峰
46°23′01″N 10°11′47″E / 46.38361°N 10.19639°E
維奧拉峰（義大利語：Cima Viola），是意大利的山峰，位於該國北部，由倫巴第大區負責管轄，屬於利維尼奧阿爾卑斯山脈的一部分，海拔高度3,374米，每年平均降雨量1,386毫米。